# 白堊異特偽蕈甲
白堊異特偽蕈甲（學名：Allostrophus cretaceus）為鞘翅目偽蕈甲科當中一個已滅絕的物種。

## 形態描述
本種外觀上成黑棕色，外形呈長橢圓狀。表面被有細緻細毛。顎鬚4節，末端圓鈍。觸角11節，成棍棒狀，向後延伸至翅鞘基部1/6至1/5處。足修長，脛節修長。
異特偽蕈甲屬在外形上最接近現生的新偽蕈甲屬（Synstrophus）。但觸角較為修長，延伸過翅鞘肩部，表面擁有稀疏絨毛，前胸背板成橫扁狀，足部較為修長。本屬可依據其長橢圓身形與其他優偽蕈甲作出區分。

## 系統分類學
本種屬於偽蕈甲科優偽蕈甲族異特偽蕈甲屬的成員。

## 古生物學
不同於白堊新偽蕈甲屬和奇異偽蕈甲屬，異特偽蕈甲屬雖然一樣擁有比例較長的觸角，但觸角不同於另外兩者的絲狀觸角而為棍棒狀，與現生的優偽蕈甲亞科更相似，說明本亞科確實已在白堊紀中期出現。本種的發現也支持之前蔡晨陽等人認為早期的優偽蕈甲觸角型式形態上的多樣性高於現今後裔的假說。
本物種與現生類群的外形相當相似，本種可能與現生物種同屬菌食性昆蟲。白堊紀時期，偽蕈甲及隱翅蟲等食菌性甲蟲的多樣性已相當高，與蕈類主要類群的多樣化時間點不謀而合，學者推測食菌性甲蟲群的多樣化，可能肇因於其食物資源的豐富化。
偽蕈甲科的化石紀錄稀少，最古老的話時記錄可追溯至早白堊紀的法國琥珀。本種為緬甸琥珀生物群第三例發表的偽蕈甲，在此之前的兩種分別為始祖白堊新偽蕈甲（Cretosynstrophus archaicus）及白堊奇異偽蕈甲（Thescelostrophus cretaceus）。

## 發現歷史
2018年，澳洲國立大學博士生蕭昀等人根據一件緬甸琥珀中，發表了白堊異特偽蕈甲。同時發表一未描述過的屬級分類元異特偽蕈甲屬，並指定本種為模式物種。正模式標本存放於北京首都師範大學。

## 命名語源
本種種小名根據其模式標本的生存年代白堊紀命名。屬名的前綴「Allo-」代表「特異」之意，暗示本屬物種在形態上的特異性。